# Джонатан Буату
Джонатан Буату Мананга (порт. Jonathan Buatu Mananga, нар. 27 вересня 1993, Льєж) — бельгійський та ангольський футболіст, захисник клубу «Сент-Трюйден» і національної збірної Анголи.

## Клубна кар'єра
Народився 27 вересня 1993 року в місті Льєж. Починав займатися футболом у школі місцевого однойменного клубу. Згодом займався в академіях низки інших бельгійських клубів та англійського «Фулгема».
Займаючись в академіях льєзького «Стандарда» і «Генка», включався до заявок їх основних команд, проте в іграх національної першості на поле не виходив.
Першим повноцінним клубом у дорослій кар'єрі гравця став «Васланд-Беверен», у складі якого протягом 2015–2018 років він був одним з основних центральних захисників.
Згодом провів сезон 2018/19 у складі португальського «Ріу-Аве», після чого віддавався ним в оренду до клубів «Рояль Ексель Мускрон» та «Авеш».
У серпні 2020 року повернувся на батьківщину, уклавши контракт із «Сент-Трюйденом».

## Виступи за збірні
2010 року дебютував у складі юнацької збірної Бельгії (U-17), загалом на юнацькому рівні за збірні Бельгії взяв участь у 22 іграх, відзначившись одним забитим голом.
Маючи ангольське походження, 2014 року отримав запрошення на рівні національних збірних захищати кольори цієї країни та того ж року дебютував в офіційних матчах за її національну команду.
Був у заявці збірної на Кубок африканських націй 2019 в Єгипті, утім залишався резервним гравцем і в іграх турніру на поле не виходив.